# Serviço dos Pavões

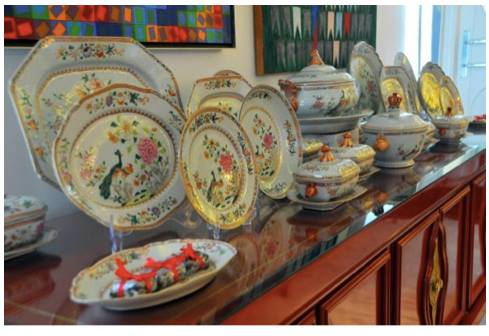
Serviço dos Pavões

Serviço dos Pavões (também conhecido como Serviço dos Dois Pavões, ou, em inglês, Double Peacock Service) é um serviço de jantar real, confeccionado em porcelana de pasta dura, de finíssima qualidade, que foi produzido na China do Imperador Qianlong, sob encomenda, para a Europa, trazido e comercializado pela Companhia das Índias Ocidentais. Estima-se que cerca de vinte mil peças do hoje chamado Serviço dos Pavões tenham sido produzidas entre 1750 e 1795, restando hoje cerca de cinco mil distribuídas por todo o mundo.  É considerado um dos mais belos serviços de jantar de exportação.
Em formato oitavado, recortado ou redondo, o prato é de louça (porcelana) branca, encaroçada, decorada com esmaltes nas cores habituais da chamada "família rosa". Na sua borda conta figuram quatro ramos postos em cruz e a orla rouge de fer, alternada com chamativas estilizações de ramos na cor azul. No campo, observa-se um casal de pavões (pavo muticus linnaeus) sobre rochas e um ramo com grandes peônias, separados da borda da peça por um friso flordelisado. Além de pratos de vários tamanhos, foram confeccionadas sopeiras de vários tipos, terrinas, molheiras, travessas de vários formatos, manteigueiras, meleiras, wine-coolers e tigelas.
Segundo Edino da Fonseca Brancante, "o pavão em que sobressai a crista e a plumagem verde é originário de Burma e representa nobreza e projeção social. A peônia, em esplêndidos tons vermelhos, é o emblema da beleza feminina, do amor e do afeto (...)", escreveu em seu livro sobre o assunto.
A denominação "Serviço dos Pavões" se dá pelo fato de que as louças são decoradas com esses animais como elemento principal, o que é considerado pelos especialistas uma influência francesa.

## História
Foi utilizado pela Família Real Portuguesa e pela Família Imperial Brasileira tanto no Paço de São Cristóvão como também na Fazenda Imperial de Santa Cruz.  É um serviço conhecido como “viajante”, pois foi levado da China a Portugal, e de Portugal para o Brasil, quando D. João VI, ainda príncipe, temendo as guerras napoleônicas, estabeleceu-se no Rio de Janeiro, com sua mãe, D. Maria I.
Os serviços de porcelana chinesa de uso imperial, trazidos para o Brasil por D. João VI, foram dispersos após a proclamação da República, sendo atualmente peças raras, procuradas por colecionadores de todo o mundo. Em 1890, foram realizados diversos leilões pelo leiloeiro Joaquim Dias dos Santos, no Rio de Janeiro, mas seus registros foram logo depois perdidos num incêndio ocorrido pouco depois na loja do leiloeiro.

## Hoje em dia
Essas peças são comunmente negociadas na Christie's, Sotheby’s, e em várias casas de leilão do mundo. As peças costumam ter valorização máxima no Brasil, em Portugal ou na Inglaterra, onde estão a maioria dos colecionadores.
Há peças do serviço no Museu do Estado da Bahia, no Museu Histórico Nacional, no Museu Simões da Silva, e em algumas das maiores coleções particulares do mundo.
O especialista Almeida Santos, escreve em seu "Manual do Colecionador Brasileiro": "Dentre os aparelhos de uso imperial, no Brasil, contam-se o dos "Galos" , dos "Pastores", da "Corsa" e dos "Pavões". O Serviço dos Pavões é o que há de mais fino em "Família Rosa" e foi feito, sem discussão, de encomenda para a Europa. Os "Pavões" são muito bem trabalhados. Aliás, a louça é por assim dizer,  um misto da "Família Verde" e "Família Rosa". Possui grandes rosas pintadas com grande destaque, o que força a classificação na "Família Rosa", mas a decoração, em geral,  é da "Família Verde", paisagens e aves".

## Ligações Externas
- Museu Carlos Costa Pinto
- Curso de história da porcelana chinesa
- Leilão no Rio reúne raridades de família tradicional
- Fundação Ema Klabin